# ゼスト御池
ゼスト御池（Zest、ゼストおいけ）は、京都府京都市中京区の御池通地下、おおよそ河原町通から御幸町通にある地下街。京都では京都駅前地下街ポルタに次いで2番目の本格的な地下街である。1997年（平成9年）に開業。

## 概要
地下1階の1フロアのみで構成されていて52店舗が入っており、書店からファッション、飲食店と様々である。主な店舗に、ふたば書房、無印良品などがある。京都市営地下鉄東西線・京都市役所前駅の改札口、京都市役所、ホテルオークラ京都に直結している。
京都市の第三セクターである京都御池地下街株式会社が管理運営をしており、京都市中心部では最大の地下駐車場を併設する。この地下駐車場は制度上は「ゼスト御池駐車場」と京都市から事業委託を受けている市営「京都市御池駐車場」が併設されている形となっているが、管理は一元化されているため利用者には特に意識する部分はない。
地下街の運営管理と施設管理業務は、2014年に専門業者への統括的な委託が行われ、2019年からは丸紅リアルエステートマネジメントが受託している。2024年からは京阪流通システムズが受託する。
京都市営地下鉄東西線・京都市役所前駅の改札口に直結していて京都市中心部では最大の地下駐車場を併設するなど、一見、立地的には恵まれているようだが、駐車場の歩行者出入り口とは逆方向、中心繁華街からは微妙に離れているなど商業的な立地条件は悪く、過去にも多くのテナントの撤退などもあり収益は芳しくない。京都市の補助に関連して住民訴訟を受けるなどしている。
そのため、2012年（平成24年）10月にスーパーマーケットMISUGIYAのほか、食をテーマとする店舗や生活必需品を扱う店舗を導入し、新装開業した。
こうしたテコ入れ策の効果もあり、2014年（平成26年）度には年間来街者数が約1010万人となると共に、テナント41店舗の合計売上高も約25.7億円となり、共に過去最高となった。2020年時点で、来街者は年間1100万人、テナント売上高は30億円となっている。